# Malikarjun
Malikarjun (nep. मालिकार्जुन) – gaun wikas samiti w zachodniej części Nepalu w strefie Mahakali w dystrykcie Darchula. Według nepalskiego spisu powszechnego z 2001 roku liczył on 422 gospodarstw domowych i 2249 mieszkańców (1126 kobiet i 1123 mężczyzn).